# Moriz von Kuffner

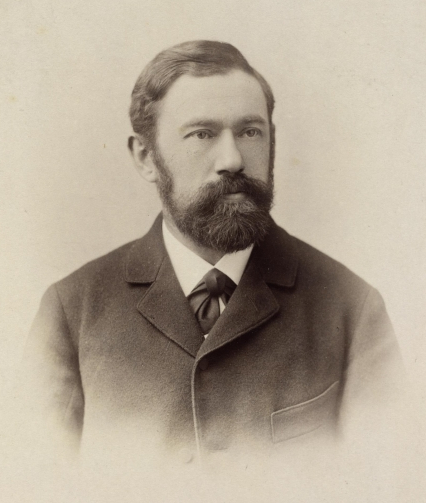
Moriz von Kuffner, etwa 1882

Moriz Kuffner (später auch: Moritz; bis 1919: Edler von; * 30. Jänner 1854 in Ottakring bei Wien, heute 16. Wiener Gemeindebezirk; † 5. März 1939 in Zürich) war ein Wiener Brauunternehmer, Mäzen und Bergsteiger aus der österreichischen jüdischen Unternehmerfamilie Kuffner.S. 30 Er war Inhaber der bis heute bestehenden Ottakringer Brauerei.

## Leben
Kuffner wurde als Sohn Ignaz Kuffners geboren, der 1850 mit seinem Cousin Jakob eine kleine, überschuldete Brauerei in Ottakring kaufte und daraus die heute noch bestehende Ottakringer Brauerei entwickelte. 1878 wurde Ignaz Kuffner als Edler von Kuffner in den erblichen österreichischen Adelsstand erhoben, so dass auch seine Nachkommen diesen Titel führen durften, bis zum Adelsaufhebungsgesetz von 1919.

### Unternehmer
Kuffner studierte Chemie am k.k. Polytechnischen Institut, dem Vorläufer der Technischen Universität Wien. Er trat danach in die Brauerei des Vaters ein, übernahm 1882 nach dessen Tod die Leitung und baute das Unternehmen weiter aus. 1902–1903 ließ Kuffner im Wiener Nobelbezirk Hietzing am so genannten Hietzinger Platzl (heute Anna-Strauss-Platz) ein sehr repräsentatives viergeschoßiges Wohnhaus (13., Hietzinger Hauptstraße 30–32) errichten, in dessen Erdgeschoß jahrzehntelang das Ottakringer Bräu genannte bürgerliche Restaurant geführt wurde, das heute von Ewald Plachutta und seiner Familie betrieben wird. 1905 wandelte Kuffner die Ottakringer Brauerei in eine Aktiengesellschaft um.

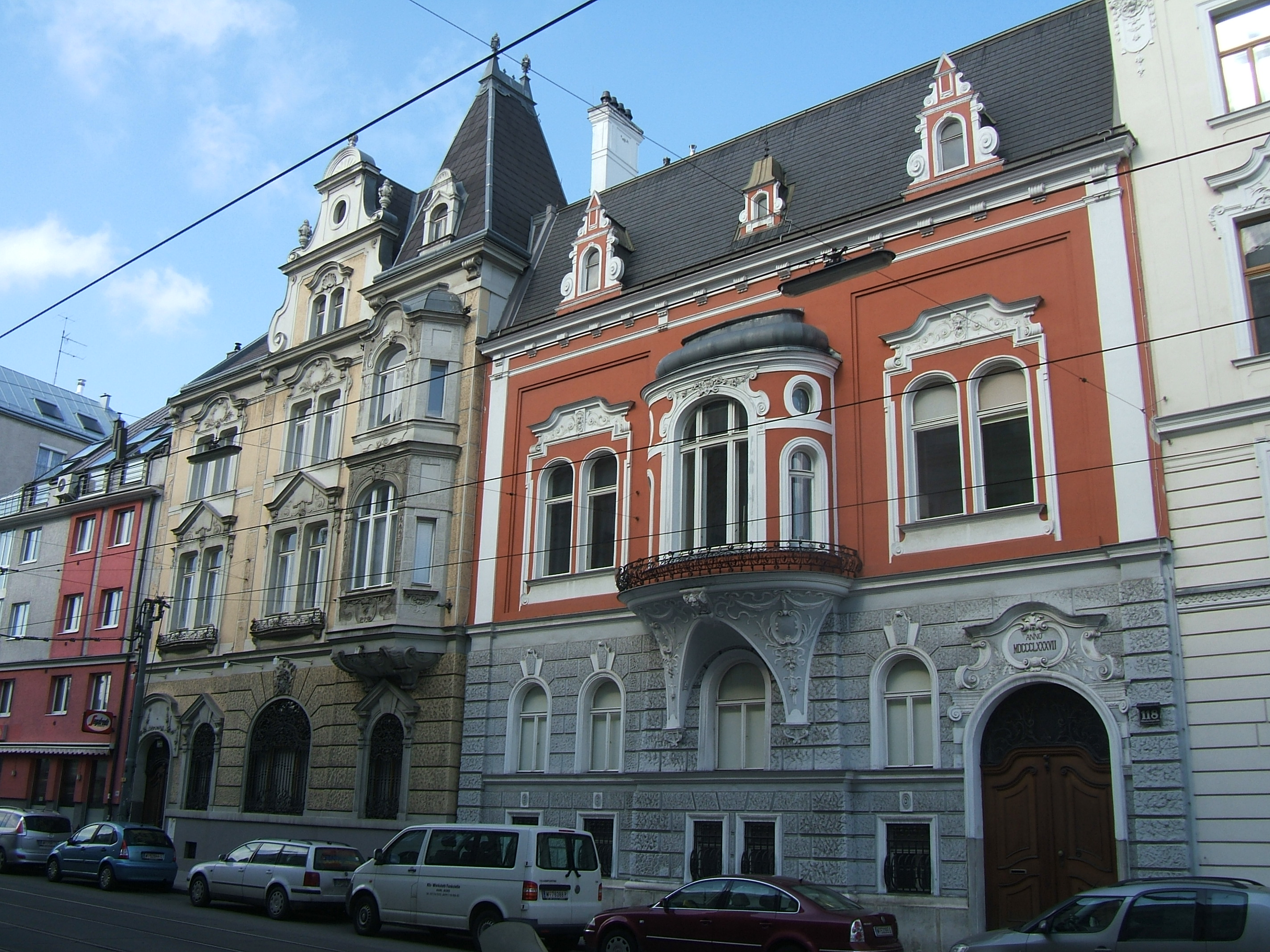
Das Palais Kuffner in Wien 16., Ottakringer Straße 118–120. Gegenüber befindet sich die Brauerei.

 Zudem war Kuffner Kunde, später auch als Kommanditist Gesellschafter des Wiener Bankhauses „Reitler & Co.“.

### Mäzen der Wissenschaft und Kultur

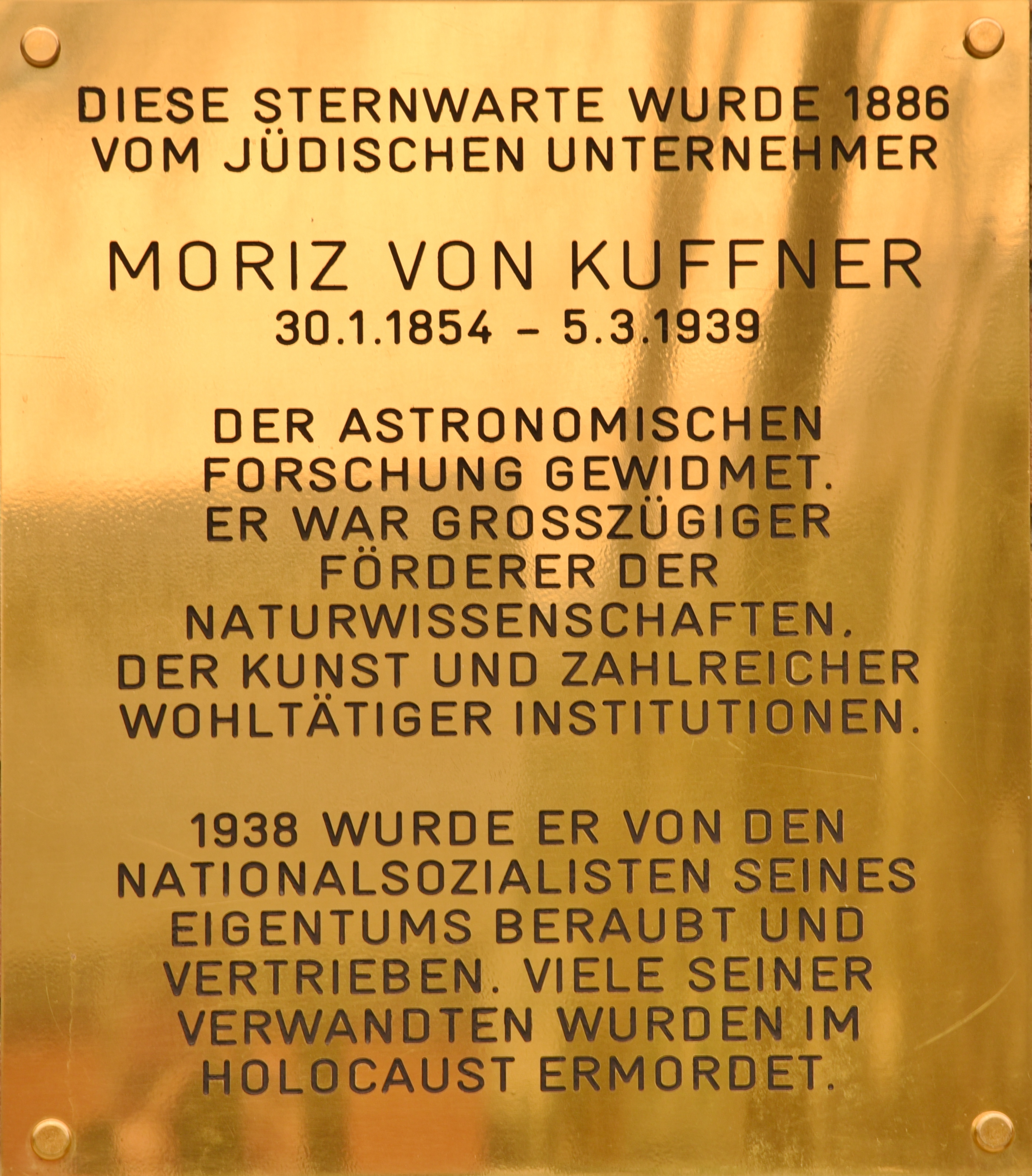
Erinnerungstafel für Moritz von Kuffner an der Kuffner-Sternwarte

Neben dem wirtschaftlichen Aufschwung der Brauerei wuchs Kuffners gesellschaftliche Bedeutung, gefördert durch seine Lieblingsbetätigungen als Philosoph, Kunstliebhaber und begeisterter Hobbyastronom. In Kuffners Palais gegenüber der Brauerei traf sich die politische und intellektuelle Oberschicht Wiens bei zahlreichen Empfängen und Veranstaltungen.

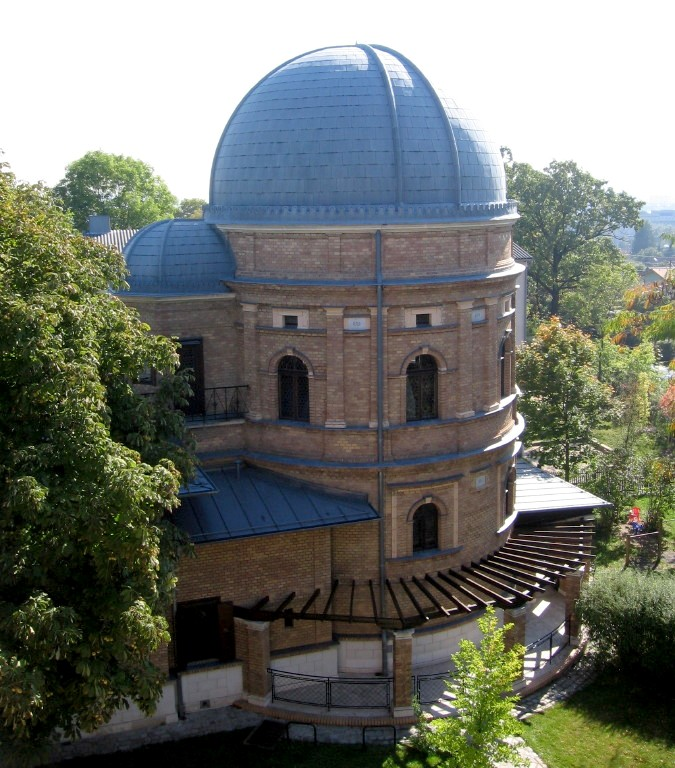
Die Kuffner-Sternwarte in Wien 16., Johann-Staud-Straße 10, ist heute öffentlich zugänglich.

Moriz von Kuffners Begeisterung für die Astronomie und die wirtschaftliche Blüte seiner Unternehmen gestatteten ihm, zu einem großen Förderer dieser Wissenschaft zu werden. Auf Initiative des Geodäten Norbert Herz errichtete er 1884–1886 in Ottakring aus eigenen Mitteln die bedeutendste Privatsternwarte der österreichisch-ungarischen Monarchie (Details siehe Kuffner-Sternwarte). Er stattete sie mit den besten Instrumenten aus, die damals gefertigt werden konnten und die teilweise noch heute Raritäten darstellen, wie ein 10-zölliger Refraktor, ein 8-zölliges Heliometer (größtes jemals gebautes Instrument seiner Art), ein 5-zölliger Meridiankreis, Vertikalkreis sowie Präzisionsuhren. Er finanzierte auch den laufenden Betrieb, die Anstellung und Tätigkeit namhafter Berufsastronomen sowie die Beteiligung an internationalen Großprojekten.
Außerdem beschäftigte sich Kuffner auch mit Philosophie, Kunst, Literatur und Nationalökonomie. Er hatte eine bedeutende Sammlung von Werken Albrecht Dürers mit Schnitten und Gravuren angelegt sowie Dokumente (nicht Briefe) und autobiografische Notizen Immanuel Kants zusammengetragen, die er zeitweise der preußischen Akademie zur Verfügung stellte.
1900 wurde er in den Vorstand der Israelitischen Kultusgemeinde gewählt, dem er bis 1918 angehörte.

### Bergsport
Moriz von Kuffner war ein begeisterter Alpinist und zählte in den 1880er und 1890er Jahren zu den bedeutenden Bergsteigern Österreichs. Er bestieg die meisten der alpinen 4.000er Gipfel und beging dabei neue Routen, die später teilweise nach ihm benannt wurden, wie der Kuffnergrat auf dem Mont Maudit und der Kuffnerpfeiler auf dem Piz Palü.S. 35
Auf seinen Touren begleiteten ihn meistens die Bergführer Alexander Burgener, J. M. Biner (auch Biener), J. Furrer, A. Kalbermatten, Cl. Perren, Christian Ranggetiner, E. Rubesoir, J. P. Ruppen und Martin Schocher.
Auswahl von Erstbesteigungen:

Berninagruppe: links Piz Palü mit Kuffnerpfeiler (der erste der drei) und rechts der Mitte Piz Bernina und Biancograt

- 1883 Piz Glüscheint in der Berninagruppe;
- 8. August 1884 Teufelshorn im Nordwestgrat des Großglockners und Glocknerhorn mit Christian Ranggetiner und E. Rubesoier (Teufelshorn)
- 1885 Eiger im Berner Oberland, erster Abstieg über den Nordostgrat (Mittellegigrat);
- 1885 Laquinhorn (Lagginhorn) über den großen Sporn der Ostseite;
- 1887 Mont Blanc vom Géant-Gletscher über die Ostseite des Mont Maudit;
- 1887 Aiguille des Glaciers Ostsüdostgrat in der südwestlichen Mont-Blanc-Gruppe
- 1888 Mont Pelvoux über den westlichen Teil der Nordostseite in der Dauphiné
- 15. Juli 1890 Portjengrat / Pizzo d'Andolla über den Ostgrat (Grenzgrat, East ridge) in der Weissmiesgruppe (östliche Walliser Alpen) mit Alexander Burgener und J.P.Ruppen[8]
- 1899 Ostgipfel des Piz Palü in der Berninagruppe über den östlichen Nordwandpfeiler (Kuffnerpfeiler)[6]

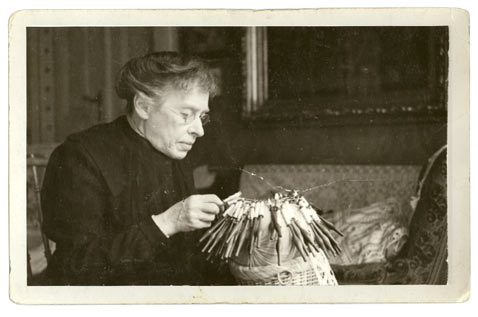
Ehefrau Elsa von Kuffner

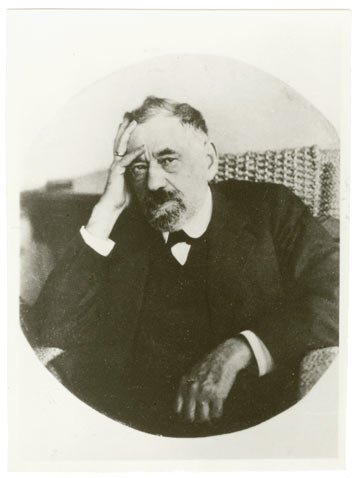
Moriz von Kuffner als alter Mann

### Zwangsemigration und Lebensende
1938 entwickelte sich zum Unglücksjahr der Familie des 84-jährigen Moriz Kuffner. Im Jänner starb nach 47 Ehejahren seine Frau Elsa, im Februar folgte der älteste Sohn Ignaz mit nur 46 Lebensjahren und Moriz selbst wurde schwerkrank. Im März erfolgte der „Anschluss“ Österreichs an das „Dritte Reich“. Danach war die jüdische Familie Kuffner Schikanen aller Art und physischer Bedrohung durch Nationalsozialisten ausgesetzt.
Mit Hilfe eines befreundeten Alpinisten (die Moriz-von-Kuffner-Stiftung nannte Zsigmondy, nicht zu verwechseln mit Emil Zsigmondy, † 1885) erhielt Moriz Kuffner die Einreiseerlaubnis für die Schweiz. Seine Söhne Johann und Stephan brachten ihn kurz darauf über die Tschechoslowakei nach Zürich, wo er nach längerer Krankheit am 5. März 1939 in der Hirslandenklinik verstarb.S. 35 und 36
Die beiden Söhne wanderten zunächst nach Paris, Kuba und in die USA aus und ließen sich später in der Schweiz nieder. Stephan Kuffner gründete 1960 in Zürich die Moriz und Elsa von Kuffner-Stiftung. Sie unterstützt Studierende und notleidende Familien und Einzelpersonen, bedürftiges Krankenpflegepersonal, schweizerische Sozialwerke aller Art, Berggemeinden und -institutionen.

## Topografische Namen
Vor 1870 wurde im damaligen Wiener Vorort Ottakring (seit 1892: 16. Bezirk) die Kuffnergasse neben dem Brauereigelände nach seinem Vater benannt. Nach seiner Schwester war, ebenfalls in Ottakring, 1886–1944 und ist wieder seit 2002 bei der Einmündung der Erdbrustgasse in die Gallitzinstraße die Katharinenruhe benannt.